# Daniel Barrios
Daniel Barrios Letelier (Rengo, Chile, 6 de octubre de 2004) es un futbolista chileno que se desempeña como Mediocampista. Actualmente se encuentra en Quintero Unido de la Tercera División A de Chile.

## Trayectoria

### Colchagua CD
Formado en las inferiores de Colchagua CD Barrios iría destacando desde que llegó al club desde la sub-14, su persistencia le permitió ir escalando por la series provocando que fuera promovido al primer equipo en el año 2023 donde pudo debutar.  
Al año siguiente marcaria su primer gol frente a Unión Compañias en el campeonato Tercera División A de Chile.

### Quintero Unido
Para la temporada 2025 Barrios jugará por Quintero Unido de la Tercera División A de Chile.
Debutaría como titular en la victoria por 3-2 frente a Constitución Unido por la primera fecha de la Tercera División A de Chile 2025.

## Clubes
| Club           | País  | Año           |
| -------------- | ----- | ------------- |
| Colchagua CD   | Chile | 2023-2024     |
| Quintero Unido | Chile | 2025-presente |

## Estadísticas
| Club                                        | Div.          | Temporada     | Liga  | Liga  | Copas Nacionales | Copas Nacionales | Torneos Internacionales | Torneos Internacionales | Total(3) | Total(3) |
| Club                                        | Div.          | Temporada     | Part. | Goles | Part.            | Goles            | Part.                   | Goles                   | Part.    | Goles    |
| ------------------------------------------- | ------------- | ------------- | ----- | ----- | ---------------- | ---------------- | ----------------------- | ----------------------- | -------- | -------- |
| Colchagua CD · Chile                        | 4.ª           | 2023          | 13    | 0     | 0                | 0                | 0                       | 0                       | 13       | 0        |
| Colchagua CD · Chile                        | 4.ª           | 2024          | 3     | 1     | 0                | 0                | 0                       | 0                       | 3        | 1        |
| Colchagua CD · Chile                        | Total club    | Total club    | 16    | 1     | 0                | 0                | 0                       | 0                       | 16       | 1        |
| Quintero Unido · Chile                      | 4.ª           | 2025          | 6     | 0     | 0                | 0                | 0                       | 0                       | 6        | 0        |
| Quintero Unido · Chile                      | Total club    | Total club    | 6     | 0     | 0                | 0                | 0                       | 0                       | 6        | 0        |
| Total carrera                               | Total carrera | Total carrera | 22    | 1     | 0                | 0                | 0                       | 0                       | 22       | 1        |
| (3) No incluye goles en partidos amistosos. |               |               |       |       |                  |                  |                         |                         |          |          |

## Enlaces Externos
Ficha en enelcamarin
- Datos: Q133505363